# Récif Royal Charlotte
Le récif Royal Charlotte (en anglais Royal Charlotte Reef, en malais Terumbu Semarang Barat Besar, en vietnamien Đá Sác Lốt, en mandarin Huáng lù jiāo (en sinogrammes 皇路礁)), est un récif des îles Spratleys en mer de Chine méridionale,.

## Toponymie
Le recif porte le nom d'un navire de la Royal Navy, du nom de Charlotte de Mecklembourg-Strelitz, épouse du roi George III.

## Géographie
Royal Charlotte Reef est un petit récif corallien qui s'est développé au sommet d'un mont sous-marin dans le partie sud-est des Spratleys. Elle est située à 142 milles marins au nord-ouest de l'île de Bornéo et à plus de 200 milles marins au sud-ouest de l'île de Palawan. Les caractéristiques géographiques peu profondes les plus proches sont le récif Swallow, à un peu plus de 28 milles marins au nord-est et le récif Louisa, à un peu plus de 41 milles marins au sud-ouest. Cet atoll ovale s'étend sur 2,2 km le long de son axe du nord-ouest au sud-est et atteint 1,6 km sur son axe nord-est-sud-ouest.

## Caractéristiques
Le récif a une forme rectangulaire arrondie avec des côtés d'environ 1 mille marin de long.
Des rochers atteignant 1,2 mètres de haut apparaissent au-dessus des hautes eaux sur les bords nord-est et sud-est, et le récif s'assèche en entourant un petit bassin. Il y a plusieurs roches de 0,6 à 1,2 mètres de hauteur situées près de la face sud-est et quelques roches submergées situées sur la face nord-est.
L'atoll est composé d'un platier récifal de 1,64 km2 qui entoure un lagon de 8,8 km2 et d'une pente récifal de 0,69 km2. Le platier récifal est une bande de 5 km de long et de 300 à 500 m de large qui sépare le lagon de la pente récifale.

## Revendications de souveraineté
Le récif Royal Charlotte fait l'objet d'un différend entre la Malaisie, le Viêt Nam, la Chine et Taïwan.
Les Philippines ne revendiquent officiellement pas la souveraineté sur ce rocher (voir aussi Groupe d'îles de Kalayaan).
La Malaisie a érigé une balise au point culminant du récif.
Il y a des indications selon lesquelles la Malaisie a occupé le récif Royal Charlotte.

## Structures artificielles
Il n'y a aucune structure artificielle sur le récif récif Royal Charlotte en 2023.